# محمد کامارا (بازیکن فوتبال، زاده ۱۹۸۰)
محمد کامارا (انگلیسی: Mohamed Camara؛ زادهٔ ۲۱ اکتبر ۱۹۸۰) بازیکن فوتبال اهل گینه است.